# Армфельт, Карл Густав (губернатор)
Карл Густав Армфельт (швед. Carl Gustaf Armfelt; 14 июля 1724 — 5 января 1792) — шведский военный и государственный деятель, генерал-майор, участник Аньяльского союза.

## Биография
Родился в семье капитана Густава Армфельта (1701—1756) и Анны Элизабет Врангель (1699—1736). Внук генерала Карла Густава Армфельта, брат губернатора Магнуса Вильгельма Армфельта, дядя государственного деятеля Густава Морица Армфельта.
В 1735 году в возрасте 11 лет поступил на военную службу капралом Нюландского драгунского полка. В 1738 году произведён в унтер-офицеры Нюландского драгунского полка. Принимал участие в русско-шведской войне 1741—1743 годов. В 1742 году произведён в фенрики. В 1745 году вступил на французскую службу в звании капитана в Королевский шведский полк. В 1749 году вернулся на шведскую службу в Нюландский пехотный полк в звании лейтенанта. В 1750 году назначен квартирмейстером Нюландского пехотного полка. В 1753 году произведён в капитаны. Участвовал в походе 1758—1759 годов в Померанию против Фридриха II. 23 ноября 1761 года награждён рыцарским орденом Меча. В 1768 году произведён в секунд-майоры, а в 1771 году в премьер-майоры. В 1775 году произведён в подполковники.
22 июня 1776 года назначен вице-губернатором лена Нюланд и Тавастгус. В 1777 году произведён в полковники. 13 ноября 1780 года назначен полковником в Нюландский пехотный полк. 27 ноября 1786 года награждён командорским орденом Меча. 30 июня 1787 года назначен губернатором лена Нюланд и Тавастгус. 30 июля 1787 года произведён в генерал-майоры. В 1788 году назначен командующим южным корпусом на российской границе. 13 июля 1788 года назначен первым генерал-адъютантом короля. После этого был отправлен с корпусом к Фридрихсгаму, но через несколько дней самовольно вернулся назад и сделался одним из влиятельных членов образовавшегося против короля Аньяльского союза.
7 августа 1788 года отставлен от службы, а 7 января 1789 года арестован. 19 апреля 1790 года предстал перед военным судом и был приговорён к смертной казни с полной конфискацией имущества, но подал ходатайство о помиловании и 13 августа того же года смертная казнь была заменена пожизненным заключением в крепости. В 1790 году также был лишён своих орденов.
Умер 5 января 1792 года в замке Мальмё в возрасте 67 лет.

## Семья
Первый раз женился в 1755 году на Антуанетте Иоганне Морман (1732—1762), дочери майора Антона Йохана Мормана (1672—1737). Второй раз женился 26 сентября 1766 года на Анне Маргарите Эренборг (1729—1789), дочери ротмистра Каспера Эренборга (1700—1769). Дочери от первого брака:
- Мария Кристина (1756—1780), жена подполковника Отто Кристера Бойе[фин.] (1745—1823)
- Анна Элисабет (1761—1827), жена двоюродного брата майора Карла Генриха Клика[швед.] (1753—1808)